# Kodeks Sangermański
Codex Sangermanensis (Gregory-Aland no. Dabs1 albo 0319) – dwujęzyczny kodeks uncjalny, pochodzący z IX wieku. Znany jest przede wszystkim jako kopia Listów Pawła. Część kart kodeksu została utracona.

## Opis
Jest jedną z dwóch zachowanych kopii Kodeksu z Clermont. Skopiowany został z Claromontanus w jakiś czas po tym, jak czwarty korektor tego kodeksu wykonał swoją pracę (a zanim piąty korektor rozpoczął). Jest unikalnym rękopisem z punktu widzenia krytyki tekstu, ponieważ rzadko się zdarza, by zachował się zarówno rękopis kopiowany, jak i ten z którego skopiowano.
Zachowało się 177 pergaminowych kart (36 na 27,5 cm). Tekst pisany jest w 2 kolumny na stronę, 31 linijek w kolumnie.
Ponieważ jest kodeksem bilingwicznym, jest ważnym świadkiem łacińskiej Biblii, mianowicie Itali. Kodeks cytowany jest w wydaniu Wulgaty Stuttgartiany, w której cytowany jest jako G.
Jest tylko jednym z dwóch świadków Vetus latina w 1 Księdze Ezdrasza, innym jest Codex Colbertinus. Sangermanensis, zawiera tekst jedynie czterech pierwszych rozdziałów, kończy się na 5,3.
Jest ważnym świadkiem krytyki tekstu dla 2 Księgi Ezdrasza. Siedemdziesiąt opuszczonych wierszy z rozdziału 7 2 Ezdrasza odpowiada zaledwie jednej karcie Sangermanensis.

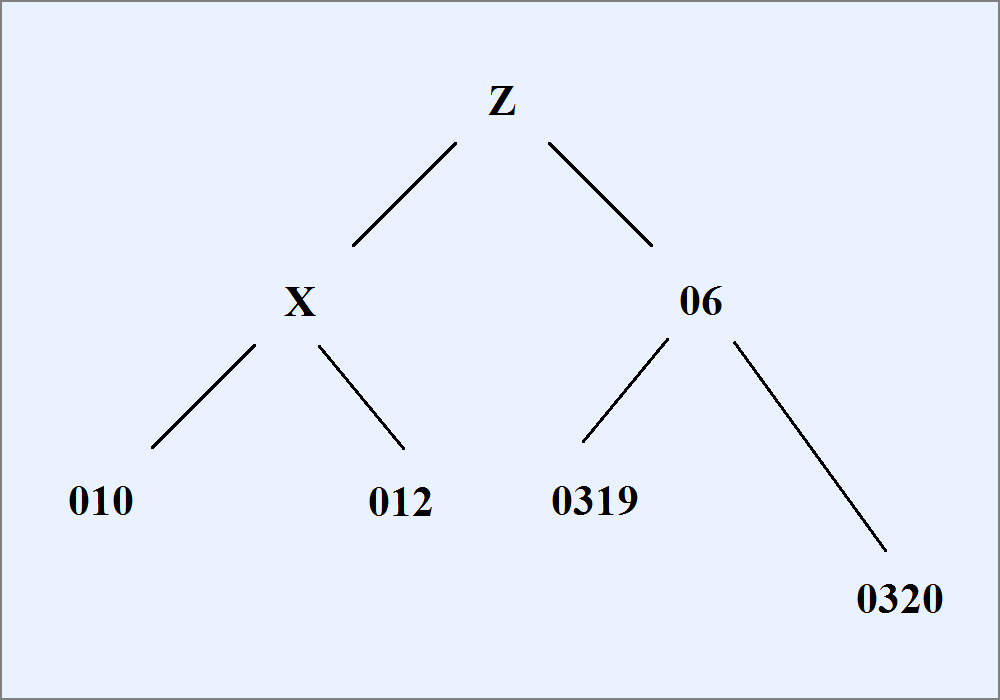
Zależność grecko-łacińskich rękopisów NT w Listach Pawła (06 – Claromontanus, 010 – Augiensis, 012 – Boreelianus, 0319 – Sangermanensis, 0320 – Waldeccensis, Z oraz X – hipotetyczne rękopisy)

Warianty tekstowe
Rzymian 13,1 εξουσιαι zamiast εξουσια
Rzymian 15,14 po słowie αδελφοι korektor A dodał μου

## Historia kodeksu
Kurt Aland datował rękopis na IX wiek. INTF datuje go na IX wiek.
Rękopis został sporządzony przez łacińskiego skrybę, który nie znał greki.
Przywieziony został z Grecji w XVII wieku. Pierwszy opis rękopisu sporządził Bernard de Montfaucon.
Przechowywany był w klasztorze Saint-Germain-des-Prés w Paryżu. Pierwszy opis kodeksu sporządził Bernard de Montfaucon. Rękopis badany był następnie i opisany przez Wettsteina oraz Griesbacha. Griesbach nadał mu siglum E.
Podczas rewolucji francuskiej nabył go rosyjski dyplomata Piotr P. Dubrowski i sprowadził go do Petersburga. W 1805 roku jego tekst został skolacjonowany przez Matthaei.
Obecnie jest przechowywany w Rosyjskiej Bibliotece Narodowej (Gr. 20) w Petersburgu.